# Мелроуз (Орегон)
Мелроуз (енгл. Melrose) насељено је место без административног статуса у америчкој савезној држави Орегон.

## Демографија
По попису из 2010. године број становника је 735.
| Група             | 2000.    | 2010.       |
| Белци             | 0 (0,0%) | 684 (93,1%) |
| Афроамериканци    | 0 (0,0%) | 1 (0,1%)    |
| Азијати           | 0 (0,0%) | 8 (1,1%)    |
| Хиспаноамериканци | 0 (0,0%) | 29 (3,9%)   |
| Укупно            | 0        | 735         |